# Hoplitis carinotarsa
Hoplitis carinotarsa is een vliesvleugelig insect uit de familie Megachilidae. De wetenschappelijke naam van de soort is voor het eerst geldig gepubliceerd in 1987 door Wu.